# Thorir Hund

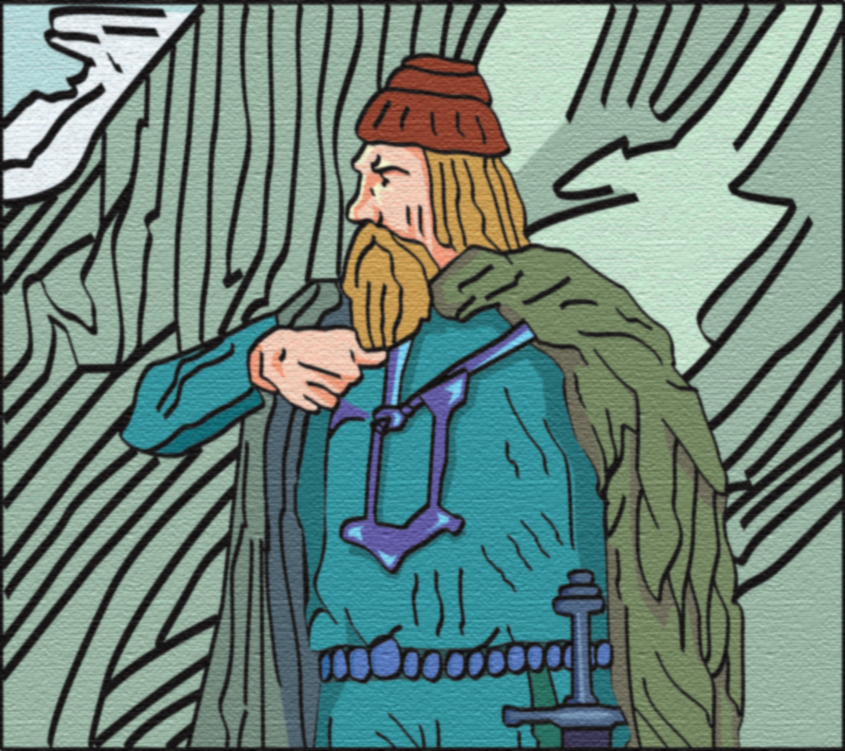
Thorir Hund.

Thorir Hund (Oudnoors: Þórir hundr, Modern Noors: Tore Hund) (geboren ca. 990) was een belangrijke Vikingleider van Hålogaland. Hij was een van de grote tegenstanders van de Noorse koning Olaf II. Hij wordt beschreven als een van de hoofdmannen die Olaf II doodde tijdens de Slag bij Stiklestad in 1030. Ook heeft hij gediend in het leger van Knoet de Grote.
Thorir werd geboren in het begin van de kerstening van Noorwegen. Thorir bleef echter vasthouden aan de oude religie, die nu bekendstaat als de asatru. Thorir was een invloedrijke man in de regio Hålogaland. Hij was lid van de familie Bjarkøy. Dit was een van de machtigste families in het noorden van Noorwegen tijdens de Vikingperiode. Zelf heeft hij enkele expedities gemaakt in delen van Rusland.